# Hebenstretia integrifolia
Hebenstretia integrifolia là một loài thực vật có hoa trong họ Huyền sâm. Loài này được L. mô tả khoa học đầu tiên năm 1753.